# Bade
Bade (o Barde o Bedde) és una Local Government Area (LGA) a l'estat de Yobe amb capçalera a Gashua. La superfície és de 772 km² i la població (cens del 2006) és de 139.782 habitants. A la LGA es parlen les llengües bade i duwai.